# 個人無意識
在分析心理學中，個人無意識（英語：Personal unconscious）是卡爾·榮格所說的對於佛洛伊德的無意識的術語，這與榮格提出的集體無意識的概念形成了鮮明的對比。個人無意識通常被他稱為“無人之地”，位於意識的邊緣，介於兩個世界之間：“外部的空間世界與內部的心理世界”（Ellenberger，707）。正如查爾斯·鮑杜因（Charles Baudouin）所言：“無意識延伸到了意識之外，這完全是外部世界延伸到了我們視野之外這一事實的對應物”（Ellenberger，707）。
個人無意識包括當前沒有意識但可以浮出意識層面的任何事物。個人無意識本質上是由曾經有意識但由於被遺忘或壓抑而從意識中消失的內容構成的。個人無意識就像大多數人對無意識的理解一樣，它包括容易回想起的記憶，和由於某種原因而被壓抑的記憶。榮格關於個人無意識的理論與佛洛伊德提出的包含被壓抑、遺忘或忽視的經歷的無意識概念非常相似。然而，榮格認為個人無意識是無意識的表層。